# Râul Pietrosu, Mureș
Râul Pietrosu este un curs de apă, afluent al râului Mureș. 

## Hărți
- Harta Județul Harghita
- Harta Munții Harghita  Arhivat în 20 iulie 2008, la Wayback Machine.